# Luciana Zacmon
Luciana Zacmon (Sáenz Peña, Chaco, 18 de marzo de 2005) es una jugadora de futsal y fútbol argentina. Actualmente se desempeña como mediocampista ofensiva en el torneo de Fútbol Femenino de la AFA con el Club Atlético San Lorenzo de Almagro. También integra el plantel de primera división de futsal femenino de San Lorenzo donde se desempeña como ala en el Torneo de Futsal Femenino de la AFA.

## Palmarés

### Títulos nacionales de Futsal AFA - Inferiores
| Título                         | Club        | País      | Año  |
| ------------------------------ | ----------- | --------- | ---- |
| Torneo 2022 (Cuarta División)  | San Lorenzo | Argentina | 2022 |
| Torneo 2023 (Tercera División) | San Lorenzo | Argentina | 2023 |
| Copa Futuro de Inferiores      | San Lorenzo | Argentina | 2023 |

### Títulos nacionales de Futsal AFA
| Título           | Club        | País      | Año  |
| ---------------- | ----------- | --------- | ---- |
| Copa de Oro 2024 | San Lorenzo | Argentina | 2024 |

### Podios Internacionales de Futsal
| Título                 | Club        | País     | Año  |
| ---------------------- | ----------- | -------- | ---- |
| Copa Libertadores 2023 | San Lorenzo | Paraguay | 2023 |